# Straßenbahn Bad Pyrmont
Die Straßenbahn Bad Pyrmont wurde zwischen 1879 und 1925 in Bad Pyrmont als Pferdebahn betrieben. Sie verband den abseits liegenden Bahnhof der Kurstadt mit der Stadtmitte und dem Kurviertel.

## Geschichte

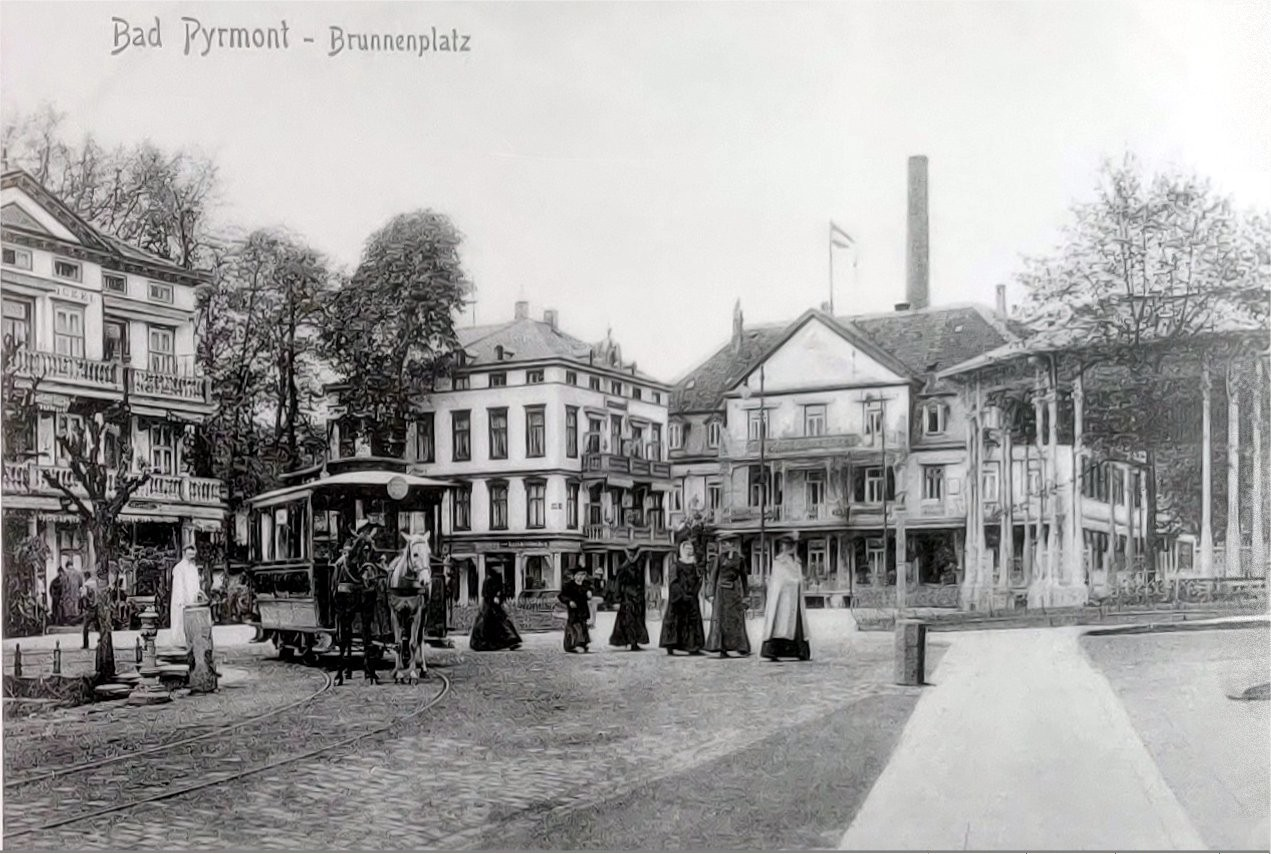
Pferdebahn um 1910 am Brunnenplatz in Bad Pyrmont

Auf Betreiben der Stadt Bad Pyrmont wurde 1879 die Pyrmonter Straßenbahn AG mit einem Aktienkapital von 120.000 Mark gegründet. Die Gesellschaft baute zunächst eine 1,89 Kilometer lange Strecke vom Bahnhof Pyrmont über Kaiserplatz und Brunnenplatz zur Post, die am 1. Juni 1879 eröffnet wurde. Angelegt wurde die Strecke in Normalspur, zunächst waren zwei Pferdebahnwagen vorhanden. Die Pferdebahn verkehrte jeweils abgestimmt auf den Fahrplan der am Bahnhof haltenden Züge. Das Depot wurde am Kaiserplatz angelegt.
Ergänzt wurde die Strecke alsbald um eine abzweigende Linie zum Solebadehaus nördlich des Bahnhofs, die Gleislänge wuchs damit auf 3,17 Kilometer. Dieser Abschnitt wurde aber nur im Sommer betrieben, die Bahnen verkehrten abgestimmte auf die Badestunden. Aufgrund dieser Erweiterung und der steigenden Nachfrage wuchs der Bestand an Fahrzeugen auf insgesamt sieben Personen- und einen Gepäckwagen an. Eine Fahrt zwischen Bahnhof und Stadt kostete 1892 25 Pfenninge für die einfache Strecke und 40 Pfennige für die Hin- und Rückfahrt. An Sonntagen waren fünf bzw. zehn Pfennige mehr zu zahlen. Betrieben wurde die Bahn zwischen 6 und 22 Uhr, beschäftigt wurden insgesamt zwölf Personen.
1906 wurden bereits 145.000 Fahrgäste befördert, 1908 sogar rund 165.300 Personen. Aufgrund der Stadtgröße lohnte sich aber eine Erweiterung des Betriebs nicht, ebenso wenig kam eine Umstellung auf elektrischen Betrieb infrage. Nach dem Ersten Weltkrieg musste die Pferdebahn dem inzwischen für einen Dauerbetrieb geeigneten und ausgereiften Omnibus weichen. Zuvor hatte die Stadt Bad Pyrmont den bislang privaten Pferdebahnbetrieb im Jahr 1924 übernommen. Die Bahn wurde nach fast 46 Jahren Betrieb am 12. März 1925 eingestellt. Als Ersatz gründeten die Stadtwerke Bad Pyrmont ein Kraftverkehrsunternehmen, das mit zunächst drei Bussen den Verkehr zwischen Bahnhof und Stadt übernahm. Die Gleise wurden in den Folgejahren aus den Straßen entfernt und alle Fahrzeuge verschrottet. Die Pferde wurden verkauft und als Kutschpferde eingesetzt.